# Мађарска на Зимским олимпијским играма 2018.
Мађарска учествује на Зимским олимпијским играма 2018. које се одржавају у Пјонгчанг у Јужној Кореји од 9. до 25. фебруара 2018. године. Олимпијски комитет Мађарске послао је 19 квалификованих спортиста у шест спортова. 
Мушка штафета у брзом клизању на кратким стазама освојила је прво злато у историји за Мађарску на ЗОИ и прва медаља још од 1980. Ово је такође прва мађарска медаља у овом спорту на ЗОИ.

## Освајачи медаља

### Злато
- Шаонг Љу, Шаолин Шандор Љу, Виктор Кнох, Чаба Бурјан — Брзо клизање на кратким стазама, штафета 5.000 м

## Учесници по спортовима
| Спорт                           | Мушкарци | Жене | Укупно |
| ------------------------------- | -------- | ---- | ------ |
| Алпско скијање                  | 2        | 2    | 4      |
| Брзо клизање                    | 1        | 0    | 1      |
| Брзо клизање на кратким стазама | 5        | 5    | 10     |
| Скијашко трчање                 | 1        | 1    | 2      |
| Слободно скијање                | 0        | 1    | 1      |
| Уметничко клизање               | 0        | 1    | 1      |
| 6 спортова                      | 9        | 10   | 19     |